# Lasiopodomys fuscus
Lasiopodomys fuscus là một loài động vật có vú trong họ Cricetidae, bộ Gặm nhấm. Loài này được Büchner mô tả năm 1889.